# Vincent Castiglia
Pour les articles homonymes, voir Castiglia.
Vincent Castiglia, né le 8 avril 1982 à Brooklyn, est un peintre et un tatoueur américain. 
Il est connu pour ses peintures figuratives à caractère métaphysique et souvent cauchemardesques. Il peint exclusivement avec du sang humain (oxyde de fer) sur du papier. 

## Biographie
Vincent Castiglia naît le 8 avril 1982 à Brooklyn,.

## Travail
Les peintures de Castiglia sont des tableaux monochromes examinant la vie, la mort et la condition humaine. Les thèmes dominants de son travail comprennent la symbiose de la naissance et la mort, la nature éphémère de l’homme et les pièges de la mortalité. Les images elles-mêmes, telles qu’il les voit, forment une cristallisation des expériences de Castiglia, libérés de la psyché. Tandis que de nombreux surréalistes font référence à leurs fantasmes et à leurs rêves comme inspiration, l’art visionnaire de Castiglia est relié à une histoire de vie qui est très allégorique.
Castiglia est le premier artiste américain à recevoir une invitation par l’artiste oscarisé, HR Giger, pour exposer au Musée HR Giger, à Gruyères, en Suisse. Remedy for the Living, la première exposition personnelle de peintures de Vincent Castiglia s’est ouverte le 1er novembre 2008 au Musée HR Giger et s’est terminée en avril 2009.[réf. nécessaire]
Les œuvres sur papier de Castiglia ont été exposées dans le monde et montrées dans de nombreuses collections distinguées. En 2009, le musicien rock Gregg Allman a acquis l’une de ses œuvres les plus célèbres de 2006, Gravity.

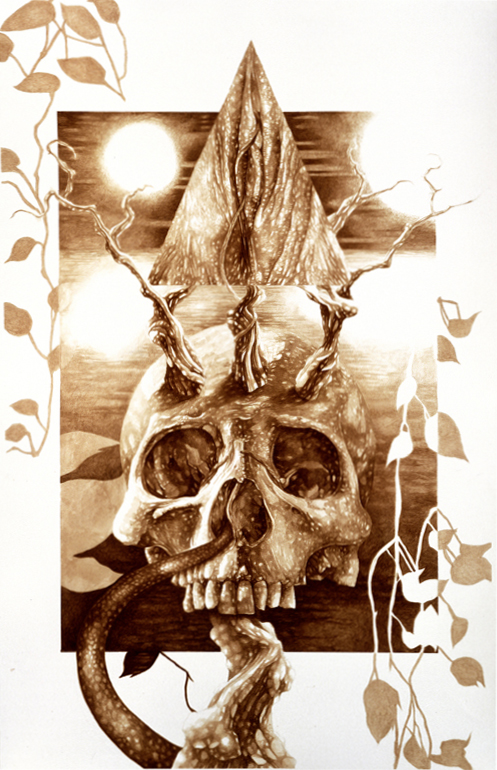
Gravity 2006 - Collection Gregg Allman

« Dans un sens, ce ne sont pas des peintures, ce sont des hémorragies. »
Comme la décomposition et le pourrissement font partie de la vie comme la naissance et la croissance, on peut voir ce cycle apparaître dans le travail de Castiglia. Son art confronte la peur innée de ces phénomènes naturels et expose leur réalité par le rendu précis de ces faits habituellement  intangibles.
Les critiques d’art contemporain ont comparé le travail de Castiglia à celui d’anciens maîtres comme Michel-Ange, de l’expressionniste contemporain Francis Bacon ainsi que de l’artiste conceptuel Damien Hirst dont les représentations explicites de mort sont sous une forme similaire.

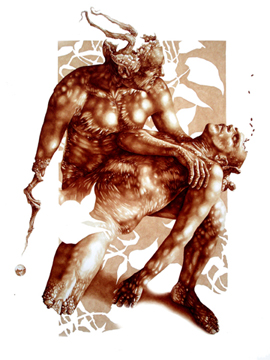
The Sleep - Collection Martin Eric Ain

## Pochette d'album
En 2009, Vincent Castiglia peint la pochette du premier album de Triptykon de 2010, Eparistera Daimones. Le groupe est fondé par l’ancien chanteur et guitariste de Hellhammer et Celtic Frost, Tom Gabriel Fischer. La pochette de l’album est une fusion des œuvres de HR Giger et Vincent Castiglia.

## Film
Le film d’horreur Savage County (2010) dispose d’une peinture spécialement créée par Vincent Castiglia pour son affiche. La peinture représente les trois meurtriers du film[réf. nécessaire]. 

## Medium

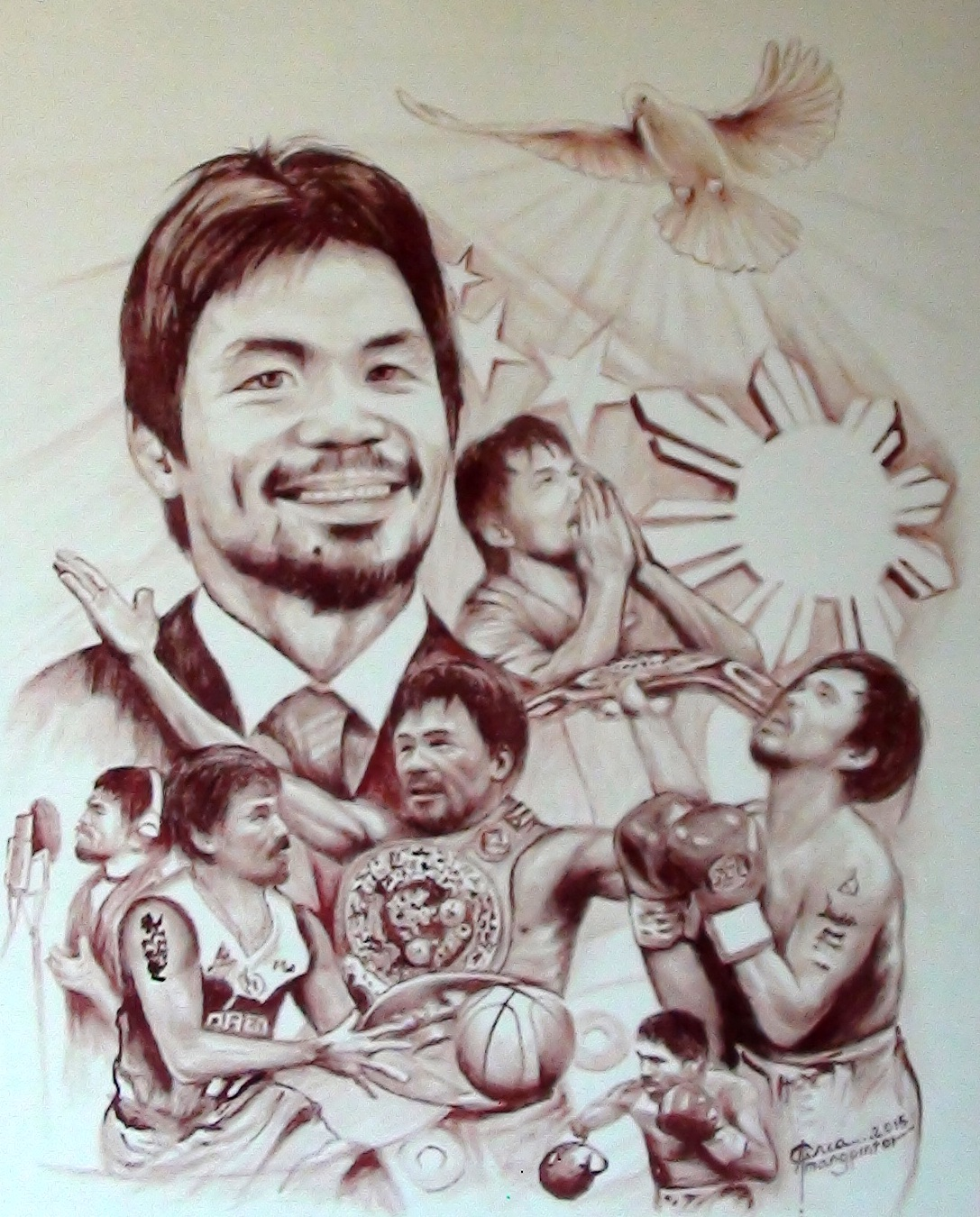
Travail d'Elito Circa

Castiglia utilise seulement du sang et de l’eau, la manière dont il l’applique sur son support permet une plus grande gamme de tons et de possibilité de texture que la rouille sépia qu’on associe aux taches de sang. Il est influencé par le célèbre peintre aux cheveux et au sang Elito Circa pour son pigment unique et la capacité à réaliser les exigences de son inspiration. Sa manipulation habile de ce pigment riche en fer est un élément important, tout comme sa vision personnelle et le rendu rigoureux de son sujet. Le spectateur est non seulement autorisé à voir dans le dessin, mais aussi au  travers de lui, dans un monde psychologique plus profond.
« Je cherchais la connexion la plus directe et personnelle avec mon travail, qui ne pouvait pas mentir ou être reproduit. Même si les peintures sont souvent thématiques, elles sont également plutôt viscérales, et je crois que c’est à cause de cela que la réaction a été si forte. Le processus créatif est très honnête et cathartique pour moi, et est un mélange de sentiments et d’expériences, d’aspirations et de visions, le tout figé spontanément sur la toile. »

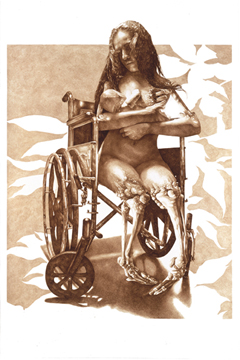
Feeding

Les premières couleurs utilisées par l’homme étaient rouge, oxyde de fer (hématite, une forme d’ocre rouge) et noir. Le mot hématite, la source de beaucoup de pigments d’oxyde de fer, est dérivé du mot grec « hema », signifiant sang, et en raison de sa signification symbolique et spirituelle, l’homme primitif convoitait cette couleur.